# Li Jinyuan
Ne doit pas être confondu avec Li Jinyuan (milliardaire).
Li Jinyuan (李金遠) est un peintre chinois né à Chengdu en 1945. Spécialiste de paysages réalisés selon les techniques traditionnelles de la peinture chinoise (peinture au lavis), il s’est aussi consacré tardivement à la peinture à l’huile. Il est professeur retraité du département des Beaux Arts de l’Université Normale du Sichuan. Il a été invité au Japon, en France, en Thaïlande et en Allemagne. Il a réalisé le « voile de carême » de l’organisation catholique allemande Misereor en 2007. 
Il a exposé plusieurs fois avec le jésuite français Benoît Vermander (nom d’artiste : Bendu), notamment au Réfectoire des Jacobins (Toulouse, 1996), au Parlement européen (Strasbourg, 1996), à la Galerie nationale (Pékin, 1997), à la Galerie du Sichuan (Chengdu, 1997).
En 1995-1996 il a réalisé une série de peintures des paysages de Midi-Pyrénées à l’invitation du Conseil régional. Nombre de ces peintures ont été regroupées dans le volume Veilleur de Jour, paru à Toulouse en 1996.
En 2000-2001, il part sur les traces de Matteo Ricci de Macerata à Pékin pour le quatre centième anniversaire de la présentation du missionnaire jésuite italien auprès de l’Empereur chinois (1601). Cette série donne lieu notamment à une exposition à l’université Sophia de Tokyo, en décembre 2001.
Entre 1995 et 1999, ses séjours en France puis en Thaïlande exacerbent la luminosité et la variété de sa palette. À partir de 1999 environ, il amorce un tournant stylistique, créant des œuvres expérimentales qui mélangent l’encre chinoise et l’acrylique dorée. Les peintures à l’huile qu’il crée à partir de 2002-2003 se caractérisent par un usage des couleurs raréfié et l’application des principes esthétiques de la peinture au lavis contemporaine. Souvent inspirées par les paysages des zones des minorités ethniques du Sichuan, elles sont marquées par un fort dramatisme joint à une économie marquée des moyens d’expression.
En Novembre 2013, il reviendra exposer à Toulouse, à l'Espace Bonnefoy.

## Œuvres
- Veilleur de Jour, peintures de Li Jinyuan, texte et poèmes de Benoît Vermander, Toulouse, c.361, 1996.
- Tianlu licheng (Le voyage du pèlerin), en collaboration avec Li Jinyuan, Chengdu, Presses artistiques du Sichuan, 1997.
- Yuanqi yu liuguang (Le souffle et la lumière), Chengdu Contemporary Art Museum, 2002.
- Images from the Heart, Aachen Misereor, 2007.
- Misereor, Seilig Seid Ihr: Arbeitsheft zum Hungertuch, Aachen, 2007
- The Divine Quest, Shanghai, Sunbow Art, 2007